# Рубінян Карапет Рубенович
Карапе́т Рубе́нович Рубіня́н (вірм. Կարապետ Ռուբենի Ռուբինյան, рос. Карапе́т Рубе́нович Рубиня́н, англ. Karapet by Ruben Rubinyan), 14 вересня 1957, Єреван, Вірменська РСР — вірменський політичний і громадський діяч.
- 1964—1974 — Єреванська середня школа № 38 ім. Бєлінського.
- 1974—1979 — Єреванський політехнічний інститут. Інженер-електротехнік.
- 1979—1981 — працював інженером у науково-виробничому об'єднанні «Айастоц».
- 1981—1982 — старший інженер в інституті вірменського філії «ВНІІСтандартелектро».
- 1982—1991 — старший інженер, інженер-конструктор першої категорії, завідувач сектором, а потім начальник інформаційно-обчислювального центру НВО «Транзистор».
- С 1988 — член комітету «Карабах» НВО «Транзистор», одночасно учасник «Вірменського загальнонаціонального руху».
- 1989—1990 — у складі добровольчої дружини НВО «Транзистор» брав участь у захисті села Блутан Гадрутского району НКР.
- 1990—1995 — депутат Верховної ради Вірменської РСР.
- 1990—1991 — член постійної комісії з місцевого самоврядування. Член партії «Егуд».
- 1991—1999 — був членом правління «Вірменського загальнонаціонального руху».
- 1991—1992 — був префектом громади Шенгавіт (м. Єреван).
- 1992—1993 — був віцемером Єревана.
- 1993—1995 — начальник контрольної служби президента Вірменії.
- 1995—1999 — депутат парламенту, з 27 липня 1995—1998 — віцеспікер парламенту Вірменії, у 1998—1999 — член постійної комісії з фінансово-кредитних, бюджетним та економічних питань. Член партії «Егуд».
- 1997—1999 — заступник голови парламентської асамблеї Чорноморського економічного співробітництва.
- 1998—2000 — голова ради «Егуд» Шенгавітской громади (м. Єреван).
- 1999—2000 — разом із соратниками заснував і очолював громадську організацію «Евроугі» («Єврошлях»).
- 1999—2006 — разом із соратниками заснував і був членом «Армат» — центру розвитку демократії та громадянського суспільства.
- 2006—2007 — разом із соратниками заснував і брав участь у «Русі громадянської непокори».
- 2007—2008 — брав активну участь у передвиборчій кампанії кандидата в президенти Левона Тер-Петросяна, був заступником начальника передвиборчого штабу в Шенгавітській громаді Єревана.
- 2008 — після минулих із грубими порушеннями і підтасованих[1] виборів активно брав участь у Загальнонаціональному русі з анулювання його результатів. Після розгрому сидячого мітингу на площі Свободи і розстрілу мирних демонстрантів 1 березня, 3 березня 2008 року був репресований: з помилковим звинуваченням в участі в узурпації влади та в організації масових заворушень, провів 71 день у в'язниці (підвал КДБ). Після зміни запобіжного заходу (12.05.2008) на підписку про невиїзд, з групою однодумців і колишніх політв'язнів заснував «Комітет по захисту політв'язнів і репресованих у Вірменії».
- 13.12.2008 — Прокуратура РА вирішила зважаючи на недостатність доказів припинити кримінальне переслідування Рубіняна і виправдати його[2].